# Кузьменко Іван Семенович
Іван Семенович Кузьменко (нар. 2 (15) вересня 1912, Катеринослав — пом. 24 лютого 1943, Бабин Яр, Київ) — український радянський футболіст, півзахисник. Майстер спорту. Батько радянської тенісистки Валерії Титової-Кузьменко.
Насамперед відомий виступами за «Динамо» (Київ).

## Біографія
Народився 2 (15) вересня 1912 у Катеринославі (нині — Дніпро).
У футбол почав грати 1928 року в Дніпропетровську в команді «Радторгслужбовці» .
У 1933–1935 роках виступав за «Динамо» (Дніпропетровськ).
1935 року грав за УПВО (Управління прикордонної та внутрішньої охорони) в першості Києва.
У травні 1935 року перейшов у «Динамо» (Київ) де і грав до початку німецько-радянської війни.
Під час війни залишився в Києві і був учасником футбольних поєдинків в окупованому Києві в липні-серпні 1942 року в складі команди «Старт», один з яких згодом назвали «матч смерті».
18 серпня 1942 року футболістів, які працювали на хлібозаводі, в тому числі і Кузьменка, заарештували. На футболістів донесли, що команда «Динамо» була у віданні НКВС, а її гравці числилися в штаті НКВС і мали військові звання.
23 лютого 1943 року, напередодні 25-х роковин Червоної армії, підпільники спалили механічний завод «Спорт», куди німці привезли сто саней для оковування. Згоріли всі основні цехи. За це наступного дня, 24 лютого, у Сирецькому концтаборі відбувся розстріл сорока заручників, до числа яких потрапили і три футболісти «Старта», серед них опинився і Кузьменко.

### Збірні
Грав за збірні Дніпропетровська (1933—1934), Києва (1935—1940, 4 гри, 1 гол у чемпіонаті СРСР 1935) та УРСР (1934—1939).
Учасник турне збірної УРСР до Франції 1935 року, переможного матчу «Динамо» зі збірною клубів Туреччини 1936 року та гри «Динамо» (Київ) зі збірною Басконії у 1937 році.

## Пам'ять
Посмертно, у 1965 році, нагороджений медаллю «За відвагу».
У Дніпропетровську проводили юнацький турнір пам'яті Івана Кузьменка.

## Досягнення
- Чемпіон УРСР: 1936
- Володар кубка УРСР: 1937, 1938
- Срібний призер чемпіонату СРСР: 1936 (весна)
- Бронзовий призер чемпіонату СРСР: 1937
- Чемпіон України: 1935.
- Чемпіон СРСР, група Б: 1935.

### Індивідуальні
- У списку 55 найкращих футболістів Радянського Союзу: 1932 (під № 2).
- У списку 33 найкращих футболістів Радянського Союзу: 1937 (під № 2), 1939 (під № 1)
- Нагороджений медаллю «За відвагу».